# Gozo poderoso
Gozo poderoso es el quinto álbum de estudio del grupo colombiano Aterciopelados, publicado en 2000.
Fue el primer trabajo del grupo producido por Héctor Buitrago, después de haber ido al borde electrónica minimalista con Caribe Atómico, este trabajo retorna a una senda más similar a la de sus primeros trabajos, Gozo poderoso maneja una propuesta alternativa menos electrónica y letras mejor logradas.
Con este disco Aterciopelados recibió el premio Grammy Latino como Mejor Álbum Rock Grupo o Duo además de ser nominados como Mejor Álbum Rock/Alternativo Latino en los Grammy Awards y de recibir nominaciones en los premios Lo Nuestro y en los premios MTV Latinoamérica. Además, la revista norteamericana Time los cataloga como la tercera mejor agrupación musical del mundo, siendo el único grupo latino entre los 20 primeros.
Hasta ahora se considera el mayor éxito comercial de Aterciopelados, al distribuir cerca de 1 000 000 de copias en América Latina, 400 000 en Estados Unidos y 300 000 en España, el disco inmediatamente se ubicó como uno de los más vendedores de 2000 y 2001.
De este álbum destacaron varios temas que lograron figurar en importantes tops de listas musicales como "Luz Azul", "Gozo Poderoso", "Rompecabezas" y "El Álbum", este último gran éxito en Estados Unidos y América Latina.

## Grabación y lanzamiento
Gozo poderoso se gestó en Bogotá en el primer semestre del año 2000 en el estudio del grupo Entrecasa y Audiovisión si bien sus últimos dos discos se habían producido en Londres y Nueva York este trabajo no contó con el mismo presupuesto de producción debido a la recesión económica que prácticamente cerro a BMG en Colombia y Venezuela se mantuvo la misma formación base del Caribe Atómico con Alejo Gómez Cáceres y Mauricio Montenegro; oficialmente se lanzó en el cumpleaños de Bogotá (6 de agosto) en un concierto gratuito con la Filarmónica y un espectáculo de luces láser que se llevó a cabo en la plaza de Bolívar con transmisión del Canal Capital.  El lanzamiento internacional fue en marzo de 2001 aunque previamente lo presentaron en México y Bolivia.

## Carátula
Como es costumbre el grupo ingenio una carátula con un concepto artístico muy avanzado invitando a varios artistas destacados a escuchar maquetas de sus canciones y plasmar su imaginación en obras pequeñas que más adelante incluirían en el librillo del álbum.

## Música y letras
Tras dos años publicar Caribe Atómico, Aterciopelados regresó con una nueva propuesta que logra condensar el estilo de sus primeros trabajos con un sutil toque electrónico, este disco contiene letras cargadas de espiritualidad cósmica y experiencias adquiridas por el dúo en los últimos años, destacó principalmente por sus letras de amor y despecho con una lírica y música que invita a la paz y gozo. Su primer tema "Luz Azul" muestra la influencia de una composición alegre y optimista en la voz de Andrea; el segundo sencillo "El Álbum" retiene un poco de sabor latino y el estilo clásico del grupo; al respecto de la letra Andrea comentó en una entrevista con Radionica:

Esa canción salió porque en algún viaje conocí a un fotógrafo que me fascinó y me devolví para la casa y seguía pensando en él todo el tiempo. Entonces escribí esa canción como utilizando el lenguaje y la simbología de la fotografía, así salió El Álbum. (Andrea Echeverri)

Aparecen luego temas interesantes como "Uno lo mío y lo tuyo" que es una oda total a la unidad humana, "La Misma Tijera" que vuelve a poseer uno de esos pegajosos coros propios de aterciopelados. Las voces de melodía y de cierre de "Transparente" son un complemento perfecto para la personalidad vocal de Andrea, y también lo son los efectos de sonido espaciosas que Buitrago inserta en los arreglos.
"Rompecabezas" es uno de los cortes más exitosas del trabajo ya que retorna a las letras melancólicas de anteriores entregas, el tema que da el nombre al álbum "Gozo Poderoso" no es más que un tributo a la música y la esencia espiritual de las personas el mismo nació producto de las experiencias propias del grupo con la naturaleza y la madre tierra.

## Críticas
Luego de varios años de salir al mercado Gozo Poderoso ha logrado una fuerte aceptación por la crítica especializada, entre otros el portal Noisey consideró que:

"Gozo Poderoso es, como resulta habitual en los Atercios, un trabajo visionario. Uno de los primeros discos del yagé (“gozo poderoso” se refiere al ritual medicinal indígena), se trata de un testimonio sonoro cosmonáutico que aborda temáticas como el anticolonialismo, los misterios del Universo y el poder del amor como energía de vida, con una producción electrónica de ruptura que, en pleno Y2K (mismo año del Kid A de Radiohead y el Bocanada de Cerati, plena transición del rock al beat), ya pisaba terrenos champeteros (“Esmeralda”), cumbiamberos (“La misma tijera”) y desde todo punto de vista alucinados, sonando contemporáneo y vigente aún hoy, quince años después de haber sido concebido". (Noisey Colombia)

También logró reconocimiento inmediato en las listas de Billboard donde alcanzó puestos altos tanto del Pop Latino como de la música latina en general para el año 2001; revistas especializadas como Rolling Stone, Interview y Time Out se despacharon en elogios para este trabajo y la propuesta musical, tanto que los distribuidores de discos en la gran manzana duplicaron los pedidos de discos del grupo lo anterior significó el ingreso del grupo al mercado angloparlante y los volvió celebridades latinas en Estados Unidos.
En octubre de 2001 obtendrían por primera vez el Grammy Latino como Mejor Álbum Vocal Rock Grupo o Dúo, fueron galardonados por Citytv y El Tiempo como los artistas del 2001, en enero del 2002 reciben su tercera nominación al Grammy como Mejor Álbum Rock/Alternativo Latino y reciben disco de platino por vender más de 45 000 copias en su país.
Entre algunas de las curiosidades que se dieron durante esta época destacó escuchar como música de fondo en una escena de la serie 24 el tema "Rompecabezas", aunque otras de sus canciones ya han se habían escuchado en la musicalización de Six Feet Under y Resurrection Boulevard.
Años después sería incluido en escalafones históricos del rock en español, siendo considerado por AlBorde 180 entre los 250 mejores álbumes de rock iberoamericano; mientras que para el rock en las Américas es 63 en un escalafón similar.

## Promoción y giras
Inicialmente confirmaron participación en la gira Watcha 2000 al lado de otros importantes exponentes del Rock en Español que los llevó a Estados Unidos y México, regresaron a Rock al Parque, la gira confirmada incluyó presentaciones en Estados Unidos, España, Venezuela, Centroamérica y Argentina, hicieron parte del evento Nescafé Concerts en algunas universidades de Colombia, estuvieron en el Festival Acapulco  y se embarcaron en una larga gira por Estados Unidos que incluyó conciertos en Virginia, Austin Texas y New York entre muchos otros y presentaciones es programas de alta audiencia como Don Francisco y el Show de Jay Leno.

## Lista de canciones
| Gozo Poderoso |                        |          |  |
| N.º           | Título                 | Duración |  |
| 1.            | «Luz azul»             | 4:11     |  |
| 2.            | «Uno lo mío y lo tuyo» | 4:39     |  |
| 3.            | «Rompecabezas»         | 4:13     |  |
| 4.            | «Esmeralda»            | 4:04     |  |
| 5.            | «Gozo poderoso»        | 4:10     |  |
| 6.            | «El álbum»             | 3:58     |  |
| 7.            | «Chamánica»            | 4:45     |  |
| 8.            | «Transparente»         | 3:51     |  |
| 9.            | «La misma tijera»      | 3:02     |  |
| 10.           | «Fantasía»             | 3:55     |  |
| 11.           | «Luto»                 | 3:00     |  |
| 12.           | «Interludio»           | 0:28     |  |
| 13.           | «A su salud»           | 3:21     |  |
| 47:37         |                        |          |  |

## Videoclips
- «Luz azul»
- «Rompecabezas»
- «El álbum»

## Músicos
- Andrea Echeverri: Voz, guitarra rítmica
- Héctor Buitrago: Bajo, coros, guitarra
- Mauricio Montenegro: Batería
- Alejandro Gómez-Cáceres: Guitarra

Músicos colaboradores
- Carlos Vives: Coros
- Federico López: Coros

## Posicionamientos

### Álbum
| Publicación          | País          | Lista                                           | Año  | Puesto |
| -------------------- | ------------- | ----------------------------------------------- | ---- | ------ |
| Noisey               | Colombia      | Los Mejores 15 discos Colombianos 2000-2015.    | 2015 | 6º     |
| Alborde              | EUA           | Los 250 mejores álbumes de rock iberoamericano. | 2006 | 180    |
| Rock en las Américas | Latinoamérica | 50 años de rock hispanoamericano en 250 albumes | 2006 | 63     |
| Billboard            | EUA           | Latin Pop Albums                                | 2001 | 7      |
| Billboard            | EUA           | Top Latin Albums                                | 2001 | 11     |

### Sencillos
| Publicación | País | Trabajo    | Lista           | Año  | Puesto |
| ----------- | ---- | ---------- | --------------- | ---- | ------ |
| Billboard   | EUA  | "El Álbum" | Latin Pop Songs | 2001 | 34     |